# Nagarđuna
Nagarđuna (približno 150. – 250.), indijski filozof i osnivač škole Madjamaka (Srednji put) mahajanskog budizma, vjerojatno najutjecajniji indijski budistički mislilac nakon Buddhe.
Njegovi tekstovi utemeljili su Madjamaku, koja prelazi u Kinu pod imenom Sanlunska škola. Pridaju mu se zasluge za razvoj filozofije Prađnaparamita sutre. Djelovao je na budističkom sveučilištu Nalanda.
Poznato je nekoliko detalja iz njegova života, iako postoje mnoge legende. Vjerojatno je rođen na jugu Indije, pokraj grada Nagarđunakonda. Prema tradicionalnim biografima i povjesničarima kao što je Kumarađiva, rođen je u obitelji brahmana, no kasnije se preobatio na budizam. To bi mogao biti razlog što je bio jedan od tek nekolicine važnijih budističkih mislilaca koji su pisali na sanskrtu, umjesto na paliju, budističkoj inačici sanskrta.
Proučavanjem njegovih spisa opaža se njegova povezanost s Nikaya školom filozofije i mahayanskom tradicijom.
Nagarđunin najvažniji doprinos budističkoj filozofiji jest razvoj koncepta sunyate, ili praznine, koji spaja ostale bitne budističke doktrine. Za Nagarđunu, sva bića, dapače svi fenomeni su bez svabhavate, "svoje-prirode", bez inherentnog postojanja, i kao takvi su bez ikakve osnovne esencije; oni su prazni (što ne znači da ne postoje). Nagarđuna je također razvijao doktrinu dviju istina, po kojoj postoje dvije razine istine u budističkom učenju, jedna koja je krajnja (i koja je jedna, a to je praznina), te druge koje su konvencionalne ili instrumentalne istine (i kojih ima mnogo), nazvane upaya u kasnijim mahayanskim tekstovima.
Pripisuje mu se velik broj tekstova, iako je najvjerojatnija pretpostavka da su veliku većinu tih tekstova napisali kasniji autori. Jedino djelo koje mu se sa sigurnošću može pripisati je Mulamadhyamakakarika (Temeljna mudrost Srednjega puta), koja sažima njegovu misao u dvadeset i sedam kratkih poglavlja.
Nagarđuna u svojim učenjima pravi razliku između konvencionalnih istina i krajnje istine, no istovremeno objašnjava da je čak i šunyata šunya - krajnja istina (praznina) prazna (od inherentnog postojanja).